# Volvo S70
Volvo S70 är en personbil från Volvo Personvagnar som tillverkades mellan 1997 och 2000.
Vid årsskiftet 1996–1997 gjordes en invändig och utvändig uppdatering av Volvos 850-serie och sedanmodellen bytte då namn till S70 (kombimodellen kallas V70). Designen är jämfört med 850-serien rundare med bland annat omdesignad front och interiör.
S/V70 byggdes med flera motoralternativ och med olika beteckningar, såsom S/SE som hade en 2,4-liters sugmotor på 144 hk och GLT som hade 2,4-liters motor på 170 hk. Lättrycksturbomotorn på 193 hk (som senare fanns med AWD som tillval) och T5-motorn på 2,3 liter med fulltrycksturbo som utvecklade 240 hk hörde till de piggare alternativen. Den sportigare R-varianten kostade 100 000 mer än en vanlig t5 och var utrustad med bland annat ett kjolpaket, en speciell inredning och en lite starkare motor på 250 hk (184 kW). Även en ny exklusivare färg kom när S70R presenterades, färgen kallas i folkmun "Volvos saffransgula".
AWD som fanns som tillval gav bättre driv i kurvorna men långsammare acceleration. 1999 kom 170 hk 20v-motorn endast med elektroniskt gasspjäll som inte öppnade spjället helt så effekten blev 140 hk istället för 170 hk. När Volvos lyxiga S80 lanserades 1998 blev S70 en modell mellan den enklare S40 och dyrare S80. 
S70 tillverkades fram till år 2000 vid fabrikerna i Gent i Belgien, Halifax i Kanada och på Torslandaverken utanför Göteborg. År 2000 lades modellen ner och ersattes av Volvo S60.

## Modeller och motorprogram
Bensin
| 2.0      | 126         | 170@4800      | 1984 | B5202 S      | Rak femcylindrig bensinmotor                    |  |     |     |          |      |         |                              |
| 2.4      | 140         | 206@3300      | 2435 | B5244 S      | Rak femcylindrig bensinmotor                    |  |     |     |          |      |         |                              |
| GLT      | 165         | 215@3300      | 2435 | B5254 S      | Rak femcylindrig bensinmotor                    |  | GLT | 170 | 220@3300 | 2435 | B5254 S | Rak femcylindrig bensinmotor |
| 2.5T     | 193         | 270@1800      | 2435 | B5254T       | Rak femcylindrig bensinmotor med lättrycksturbo |  |     |     |          |      |         |                              |
| 2.5T AWD | 193         | 270@1800      | 2435 | B5244 T3     | Rak femcylindrig bensinmotor med lättrycksturbo |  |     |     |          |      |         |                              |
| T5       | 240         | 330@2700      | 2319 | B5234 T3     | Rak femcylindrig bensinmotor med högtrycksturbo |  |     |     |          |      |         |                              |
| R        | 250(240Aut) | 350(330)@2700 | 2319 | B5234 T4(T3) | Rak femcylindrig bensinmotor med högtrycksturbo |  |     |     |          |      |         |                              |

Diesel
| Modellnamn | Effekt (hk) | Vridmoment (Nm@rpm) | Volym (cm³) | Motormodell | Kommentar                              |
| ---------- | ----------- | ------------------- | ----------- | ----------- | -------------------------------------- |
| TDI        | 140         | 290@1900            | 2460        | D5252T      | Rak femcylindrig dieselmotor med turbo |

Övrigt
| Modellnamn | Effekt (hk)        | Vridmoment (Nm@rpm) | Volym (cm³) | Motormodell | Kommentar                           |
| ---------- | ------------------ | ------------------- | ----------- | ----------- | ----------------------------------- |
| Bi-Fuel    | 140/128 (gasdrift) | 206@3300            | 2435        | GB5252S     | Rak femcylindrig metan-/bensinmotor |